# Laura Mancini
Laura Mancini, född 1636, död 1657, var en italiensk och fransk adelskvinna. Hon var systerdotter till Frankrikes de facto regent kardinal Mazarin och känd som en av de så kallade mazarinettes. 
Hon var dotter till den italienska adelsmannen Michele Lorenzo Mancini och Geronima Mazzarini. Hon var en av de systerdöttrar som tillsammans med sina mödrar kallades till det franska hovet 1647-1653 för att ingå äktenskap som arrangerades av deras morbror av politiska skäl, och som vid det franska hovet kollektivt kallades  mazarinettes. 
Hon gifte sig 1651 med Louis II de Vendôme. Hon ägnade sig åt filantropisk verksamhet, deltog ofta i hovlivet och var omtyckt av både kungen och änkedrottningen.